# 凱里尼亞區 (北塞浦路斯)

凱里尼亞區所在位置

凱里尼亞區（土耳其語：Girne İlçesi）是北塞浦路斯土耳其共和國的6個地區之一。凱里尼亞區總面積690平方公里，2021年人口共81,802人，下轄凯里尼亚（首府）與恰姆勒貝爾兩個次區（Bucağı），區長為穆斯塔法·埃里什門（Mustafa Erişmen）。